# Port lotniczy Land’s End
Port lotniczy Land’s End (kod IATA: LEQ, kod ICAO: EGHC) – lotnisko w Wielkiej Brytanii, w Kornwalii, między Land’s End a St Just, najbardziej na południowy zachód położone lotnisko na wyspie Wielka Brytania. Jest lotniskiem z licencją prywatną; transport publiczny operuje tylko w godzinach dziennych, od 9.00 do 17.00 zimą i od 8.00 do 17.00 latem. Lotnisko służy głównie do połączeń z wyspami Scilly.

## Kierunki lotów i linie lotnicze
| Linia lotnicza         | Kierunek     |
| ---------------------- | ------------ |
| Isles of Scilly Skybus | 1. St Mary’s |